# Idem (album)
Idem è il quarto lavoro ufficiale del duo hip hop torinese ATPC. L'album è uscito nel 2004 per La Suite Records.
Tredici tracce, diverse tra loro ma legate da un unico filo conduttore, con ospiti come Bunna (Africa Unite) in “Se Fossi In Te”, Boris (Tribà) in “Movida” e gli immancabili Featuring strettamente hip hop con Bassi Maestro in “Più Forte” e Tormento (Sottotono) in “Più O Meno”, più naturalmente tutti gli artisti della scuderia La Suite (Tsu, Principe, Funk Famiglia e Duplici). Da Segnalare la presenza dei due singoli di successo "Movida" e "Se fossi in te".

## Tracce
1. Si ricomincia
2. Ancora loro
3. Più forte ft. Bassi Maestro
4. Movida ft. Boris (Tribà)
5. Se fossi in te ft. Bunna (Africa Unite)
6. Fire
7. Più o meno ft. Tormento
8. Le parole che ti direi
9. Svario
10. Non ti aspetto più
11. No problema
12. Chissà se
13. Pro ft. Tsu, Funk Famiglia, Duplici, Principe